# Wirmboden

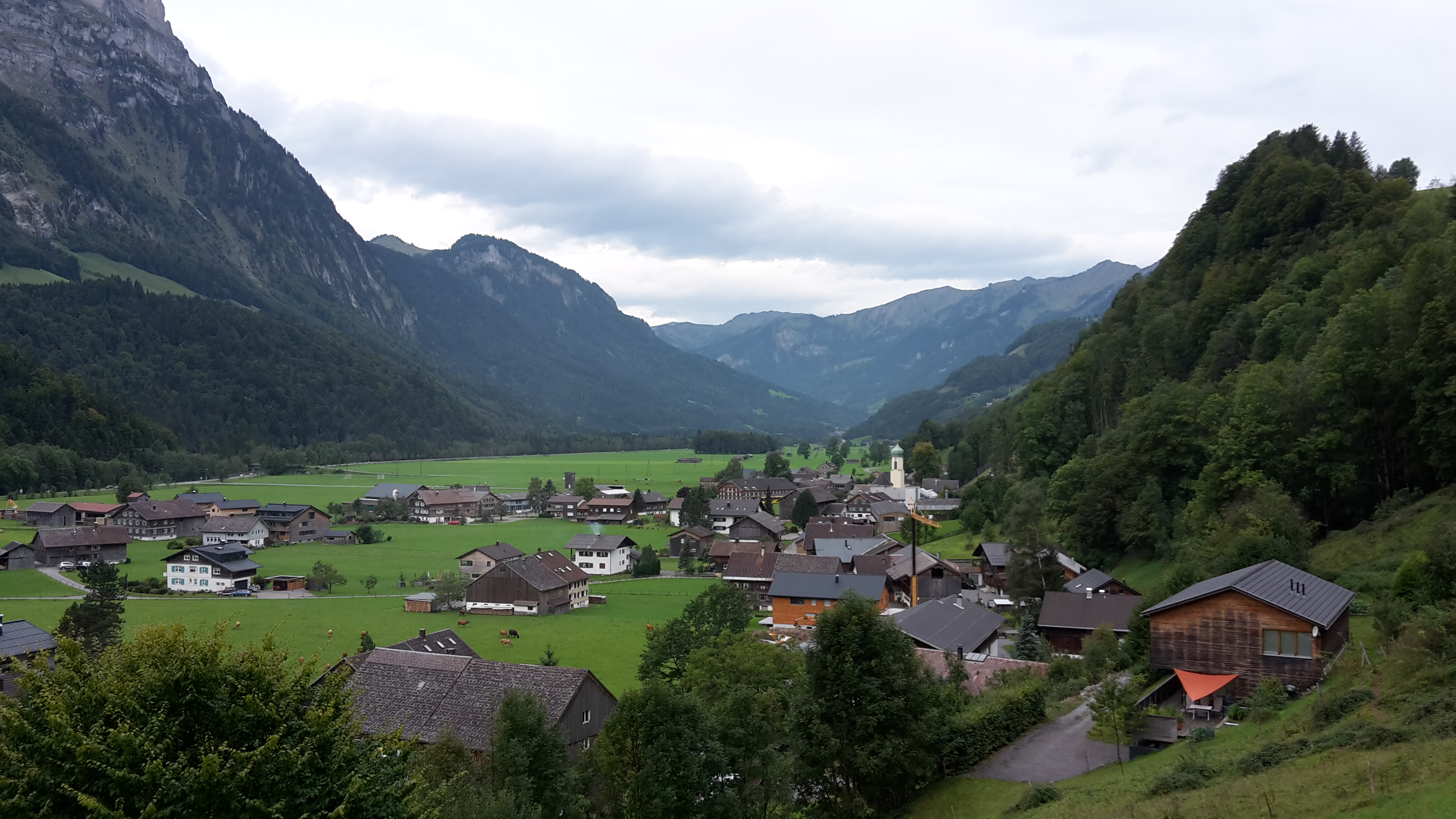
Blick über Schnepfau in Richtung Mellau. Links ein Teil der Kanisfluh und darunter das Vorsäß Wirmboden

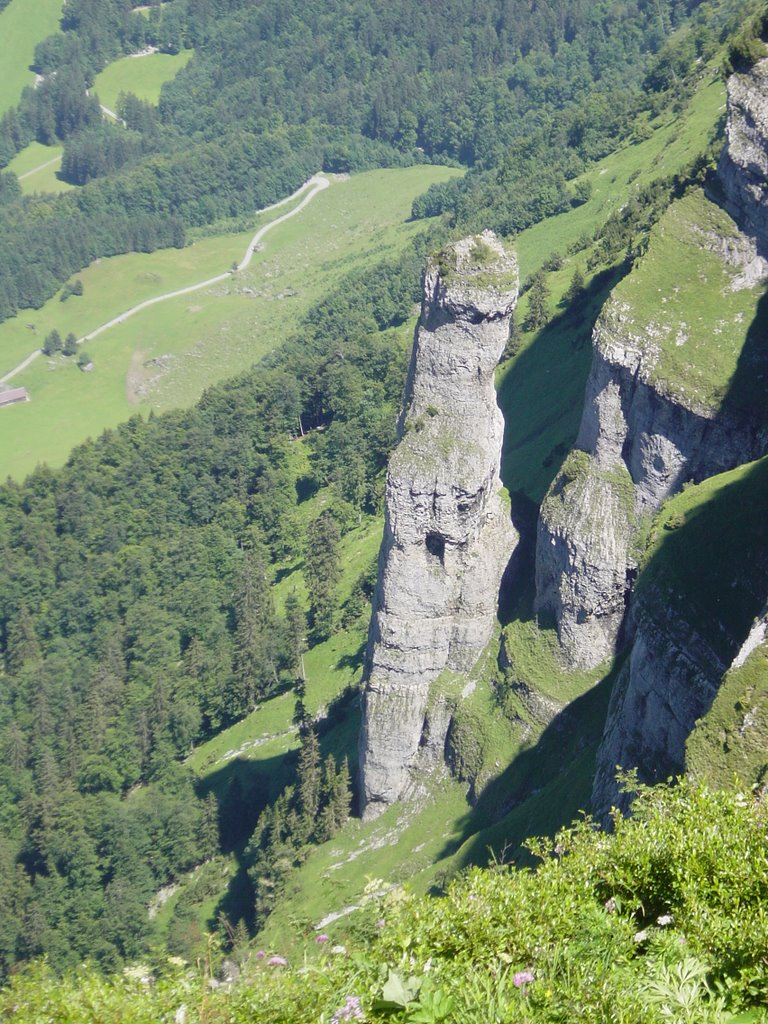
Wirmsäule und Blick auf einen Teil des Vorsäß Wirmboden

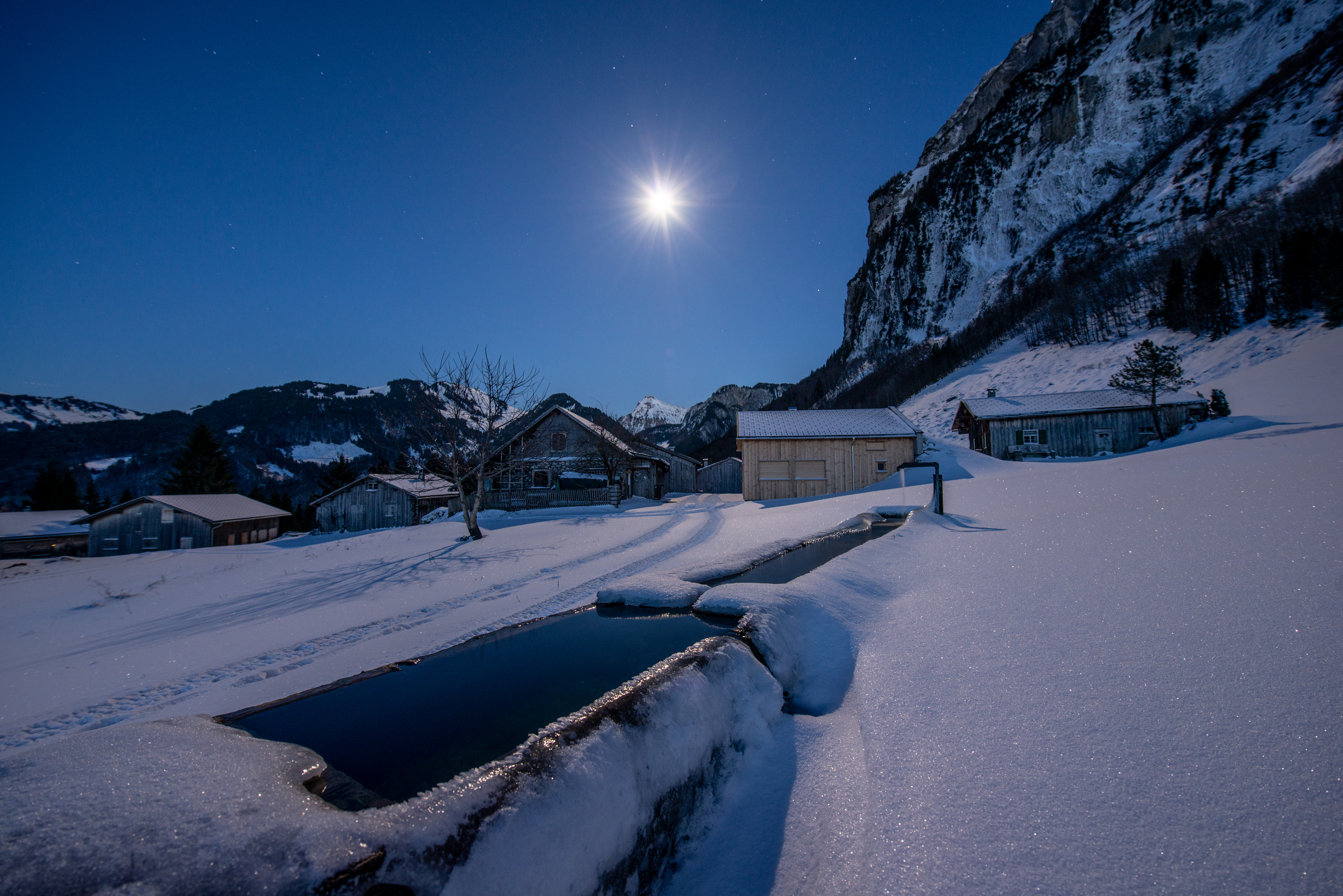
Das Vorsäß im Winter bei Vollmond

Wirmboden ist eine niedrig gelegene Alpe (Voralpe/Maiensäß) in der Gemeinde Schnepfau in Vorarlberg, Österreich. Sie wird im Frühjahr und Herbst für die Viehwirtschaft genutzt.

## Namensherkunft
Der Namensbestandteil Wirm kommt in Vorarlberg nur hier in der Gemeinde Schnepfau vor. Der Sage nach, soll die Kanisfluh vom Riesen Wirm erbaut worden sein, der allerdings so unzufrieden mit seinem Werk war, dass er sich von diesem Berg zu Tode gestürzt hat.

## Geschichte
Die Siedlung auf dem Wirmboden ist seit dem 17. Jahrhundert belegt. Sie wurde durchgehend als Voralpe genutzt und war nicht dauerhaft besiedelt.

## Topographie, Geografie, Lage und Verkehr
Der bewirtschaftete Teil des Vorsäßs Wirmboden mit der Grundstücksnummer 1271 liegt etwa zwischen 845 m ü. A. und 1150 m ü. A. am südlichen Ende der Gemeinde Schnepfau. Die Gebäude des Vorsäßes liegen auf etwa 925 m ü. A. Westlich wird das Vorsäß vom Hoppenbach (Enge Vorsäß) und östlich vom Eschgraben (Bühlen Vorsäß) begrenzt. Die Länge dieser Liegenschaft beträgt etwa 1250 m und diese ist etwa 500 m breit. Von Schnepfau liegt das Vorsäß etwa 1500 m Luftlinie entfernt, zum Bodensee sind es etwa 23 km Luftlinie und nach Dornbirn etwa 17 km.
Die Gebirgskette Kanisfluh mit dem Gipfel Hohe Stoß (1806 m ü. A.), Holenke (2044 m ü. A.), der Runde Kopf (2014 m ü. A.) und die Sonnenspitze (1965 m ü. A.) überragt dieses Vorsäß auf der südlichen Seite und beherrscht mit ihrer markanten Felsflanke auch noch das Tal um Schnepfau. Von dieser Gebirgskette stammt auch die topografische Grundlage (Bergsturzmoränenlandschaft), auf der sich die Vorsäße Wirmboden und Bühlen erheben.
Als Eigentümer der Grundparzelle 1271 mit einer Gesamtfläche von 2.502.132 m² (250,2132 Hektar) ist die Agrargemeinschaft Vorsäßgenossenschaft Wirmboden im Grundbuch eingetragen.
Es führt nur ein nicht öffentlich befahrbarer Güterweg nach Wirmboden sowie verschiedene Wanderwege. Die Wege sind wegen Lawinengefahr im Winter nicht begehbar.
Die Wirmsäule (Wirmasul oder Wirmsul) im Massiv der Kanisfluh liegt in der Nähe des Wirmbodens. Diese ist bergseitig etwa 60–70 m hoch und talseitig etwa 100–120 m.

## Wirtschaft
Das Vorsäß ist weitgehend landwirtschaftlich genutzt. Es wird aber auch eine Unterkunft im Sommer mit sechs Betten angeboten.
Direkt neben dem Vorsäß, neben dem Hoppenbach, ist geplant Kies im Tagebau zu gewinnen. Es sollen die nächsten 30 Jahre bis zu 800.000 m³ abgebaut werden. Dies führt zu erheblichen Widerständen in der Bevölkerung des Bregenzerwaldes und auch der Gemeinde Schnepfau und Mellau. Es ist geplant, wegen der Besonderheit des Gebietes, dieses unter Naturschutz zu stellen, um einen solchen Eingriff zu verhindern. Das geplante örtliche Schutzgebiet würde etwa 100 ha umfassen. Westlich würde es bis an die Gemeindegrenze von Mellau, in nördlicher Richtung bis zur Bregenzerach, in östlicher Richtung bis zu einer bereits genehmigten Kiesabbaustätte im Höpperne-Vorsäß bzw. darüber dem Wirmboden-Vorsäß und in südlicher Richtung bis zum Kanisfluhmassiv reichen.

## Religion
Nachdem ein Lawinenabgang die alte Kapelle am Siedlungsrand am 15. Februar 2012 zerstörte, wurde am 7. August 2016 eine neue Kapelle inmitten der Siedlung eingeweiht (siehe Hauptartikel: Bergkapelle Wirmboden).